# 忍者龙剑传4
《忍者龙剑传4》是一款於2025年10月21日登陸PlayStation 5、Microsoft Windows和Xbox Series X/S（包括Xbox Game Pass）的动作冒险游戏，該遊戲由Team Ninja、光荣特库摩和白金工作室联合开发，并由Xbox游戏工作室发行。这是忍者外傳系列13年来的第一部主线作品，也是《忍者外傳3》的续集。本作的主角是一個叫作八云的新角色。

## 开发与发售
游戏最初公布于Xbox开发者直面会，为忍者龙剑传系列时隔13年以来的全新作品，根据微软官方新闻稿，本作由微软游戏CEO菲尔·斯宾塞（Phil Spencer）资助下牵头Team Ninja与白金工作室开发。
本作拟定于2025年秋季发售，由Xbox游戏工作室负责本作的全球发行。是继2008年《忍者外傳2》时隔17年再度参与本作发行工作。